# Logia (arquitectura)

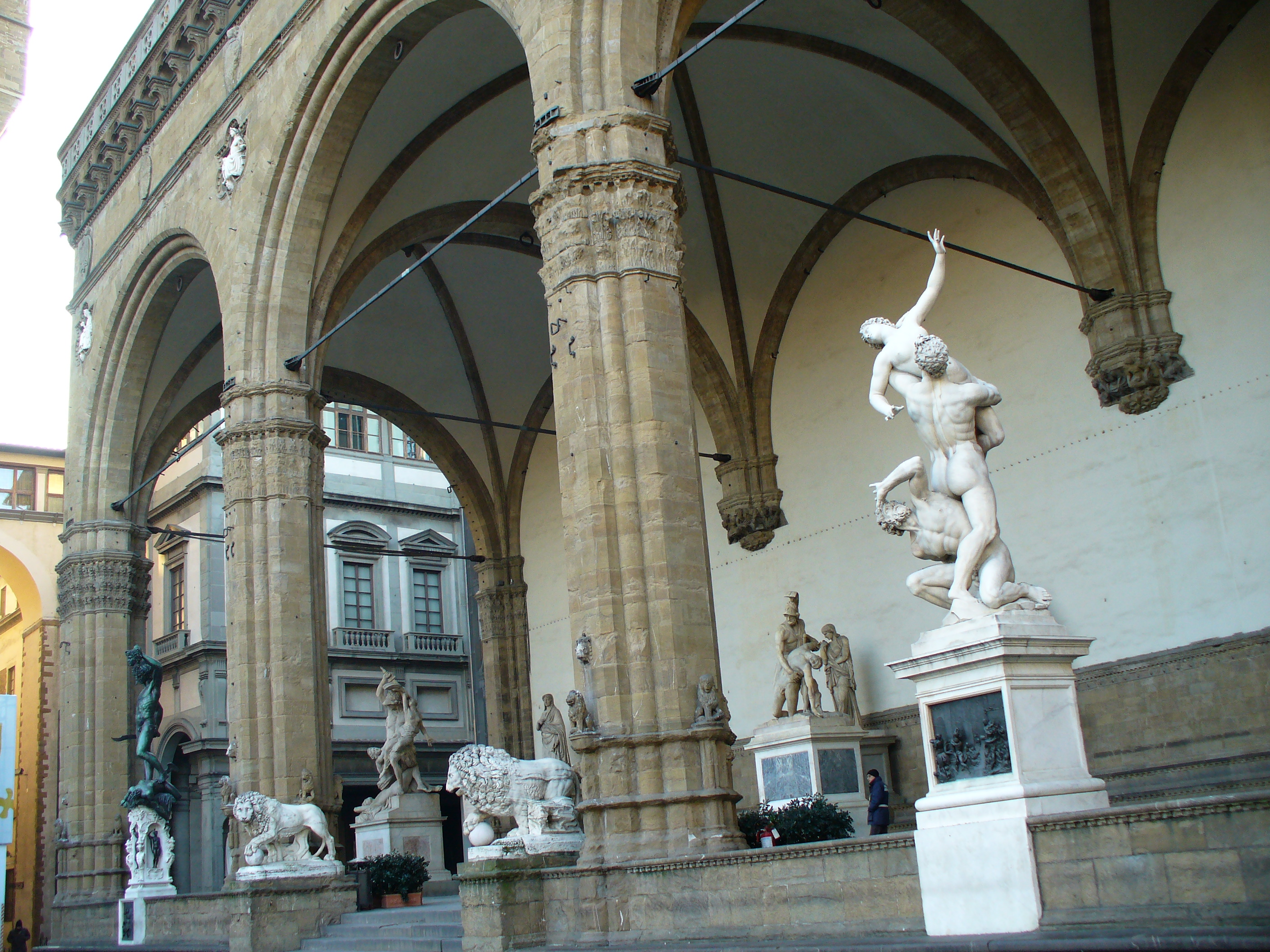
Loggia della Signoria o dei Lanzi en Florencia.

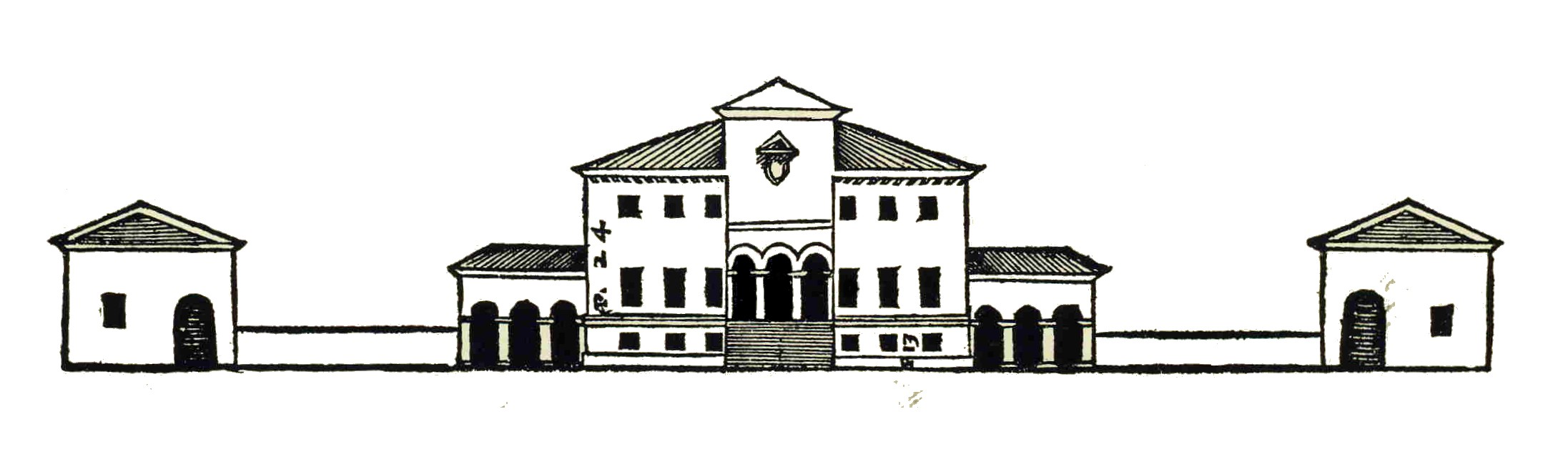
Villa Godi de Palladio. El pórtico es el punto focal en el centro, con logias utilizadas en cada lado de la estructura como un corredor.

En arquitectura, una logia, también escrito loggia (del italiano loggia ['lɔdʤa]), es una galería exterior conformada por arcos sobre columnas, techada y abierta en uno o más lados. Es un espacio arquitectónico, utilizado sobre todo en la arquitectura italiana del siglo XV y siglo XVI. 
Funciona a modo de galería o pórtico y está abierto íntegramente por al menos uno de sus lados y sostenido usualmente por columnas, pilares o arcos. Normalmente se encuentra a nivel del suelo aunque también puede encontrarse en niveles superiores al nivel del suelo. Cuando hay dos logias una en la planta de calle y otra en el primer piso, se denomina logia doble.
Las logias pueden estar situadas en la parte frontal o lateral de un edificio y no están destinadas a entrada, sino como una estancia exterior.
Desde la Edad Media, y sobre todo en la arquitectura italiana de los siglos XVI y XVII, casi cada comuna italiana tenía una logia arqueada abierta a su plaza principal, que servía como "símbolo de justicia comunal y de gobierno y como escenario para ceremonias cívicas".

## Diferencias
Sería similar a la stoa griega y la principal diferencia con un pórtico como tal sería el papel que juega el edificio en cuanto a su distribución funcional. El pórtico permite la entrada al edificio desde el exterior y puede encontrarse en arquitectura popular y en edificios de pequeña escala. La logia funciona como un espacio intermedio entre el exterior y el interior y se encuentra principalmente en residencias de nobles y edificios públicos.

## Galería

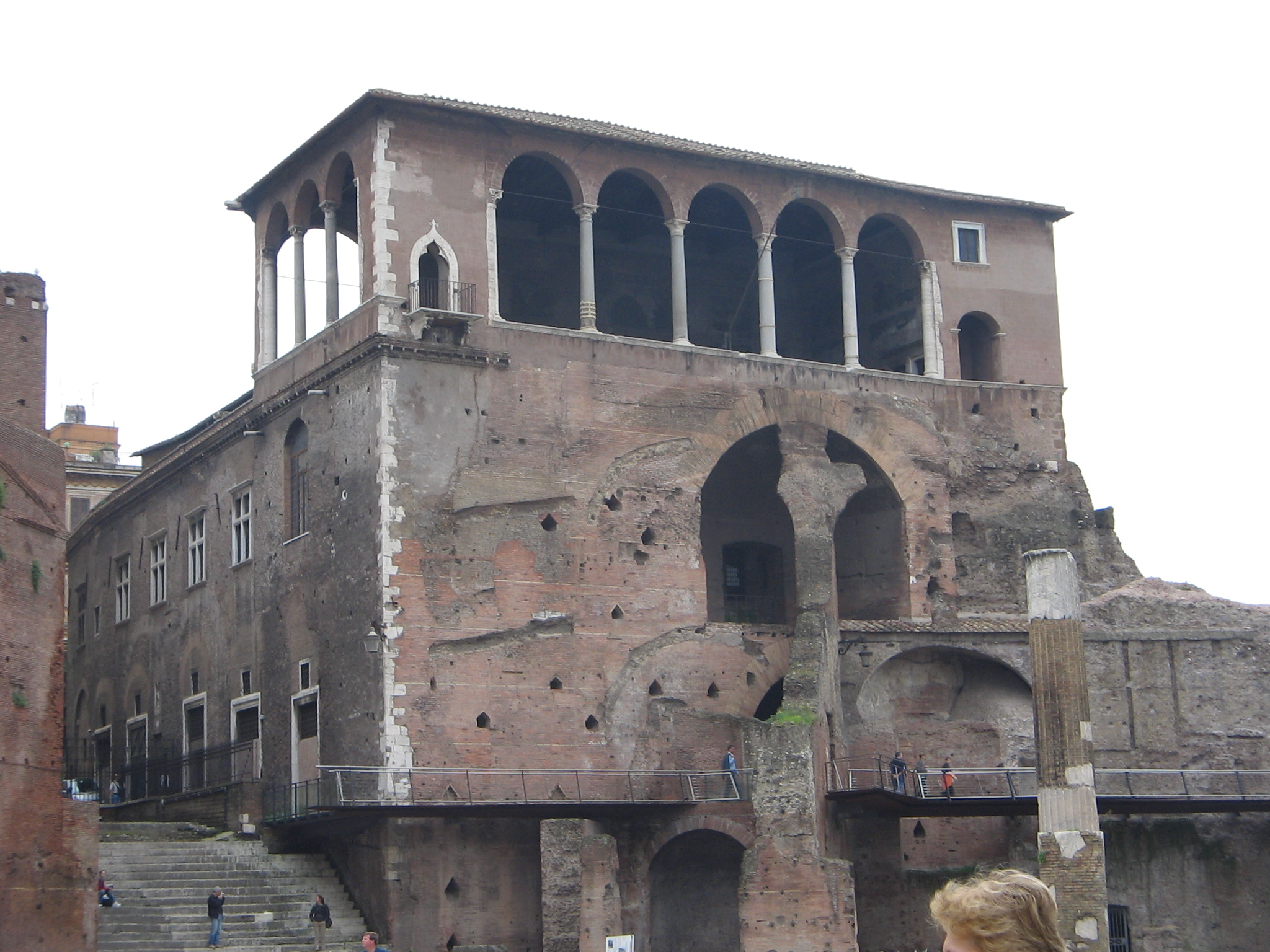
Logia en la Casa dei Cavalieri de Rodi, en Roma.
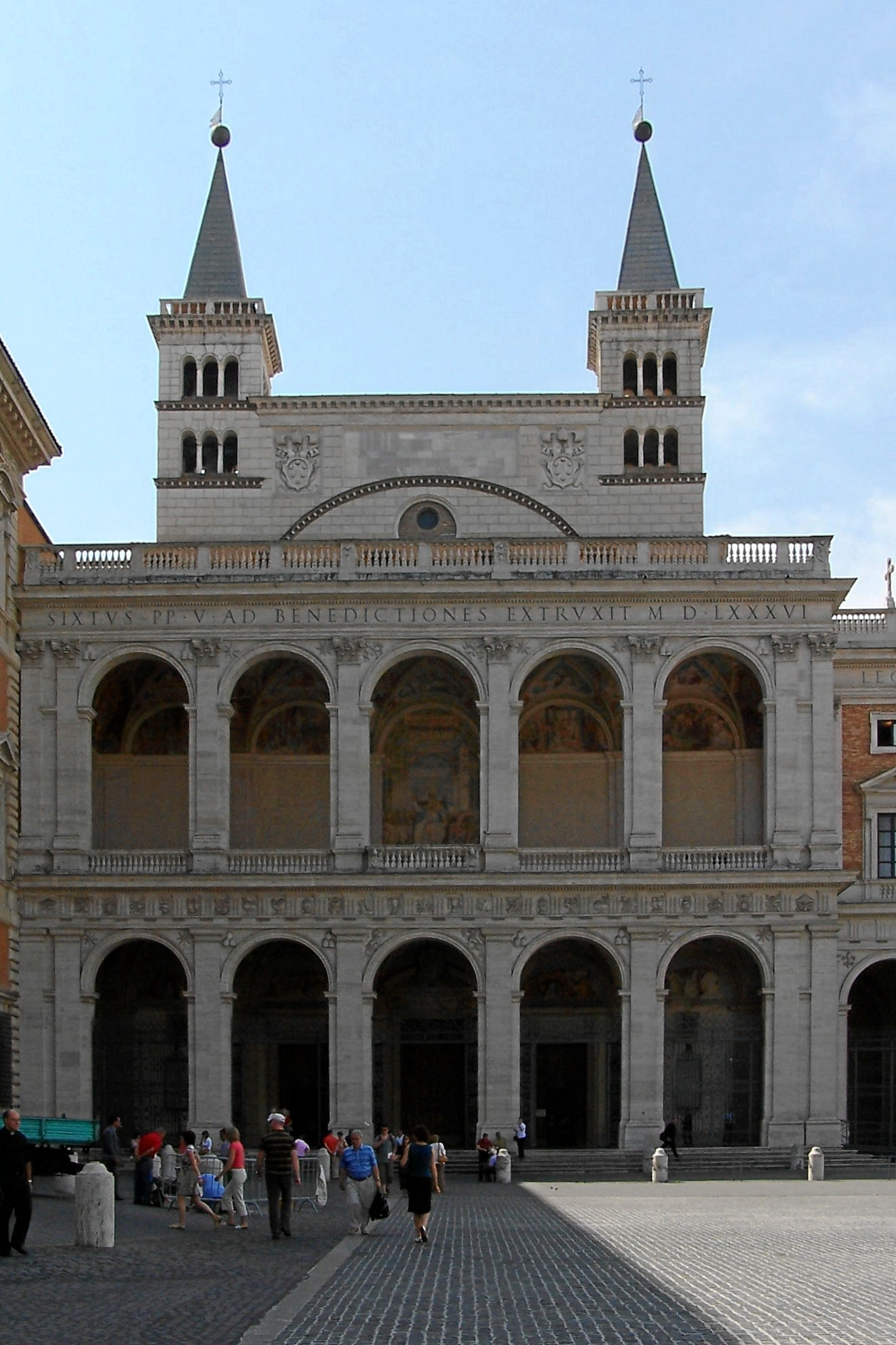
Logia de las bendiciones de la archibasílica de San Juan de Letrán, en Roma.
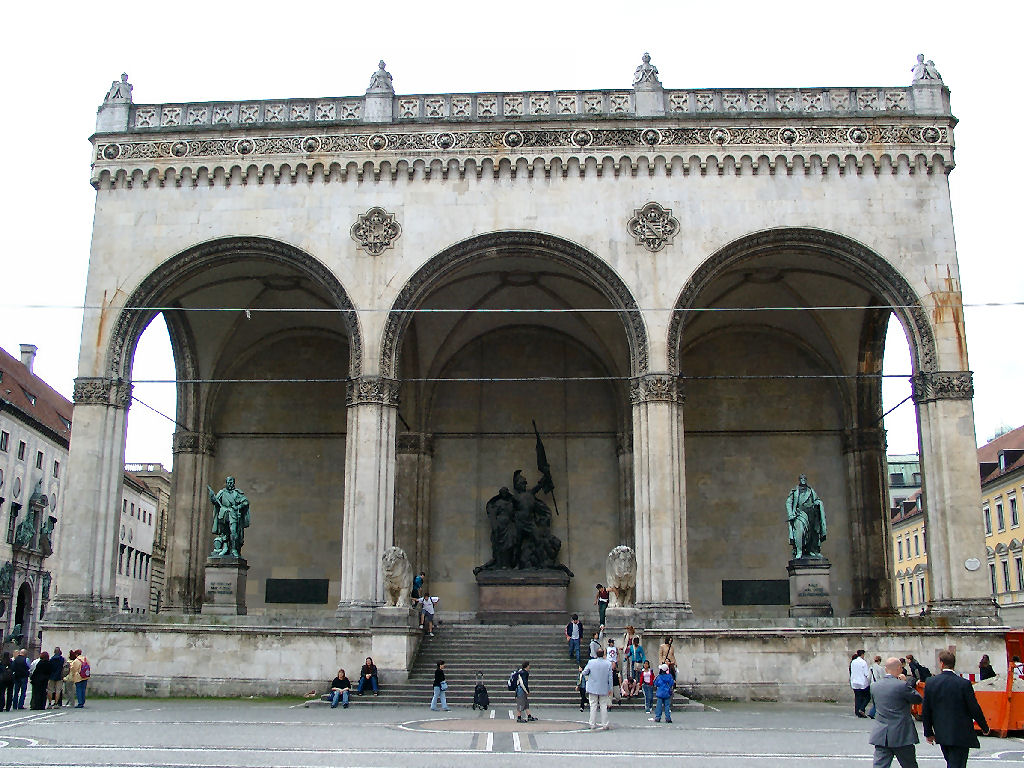
Feldherrnhalle, o Logia del Mariscal, en Múnich.
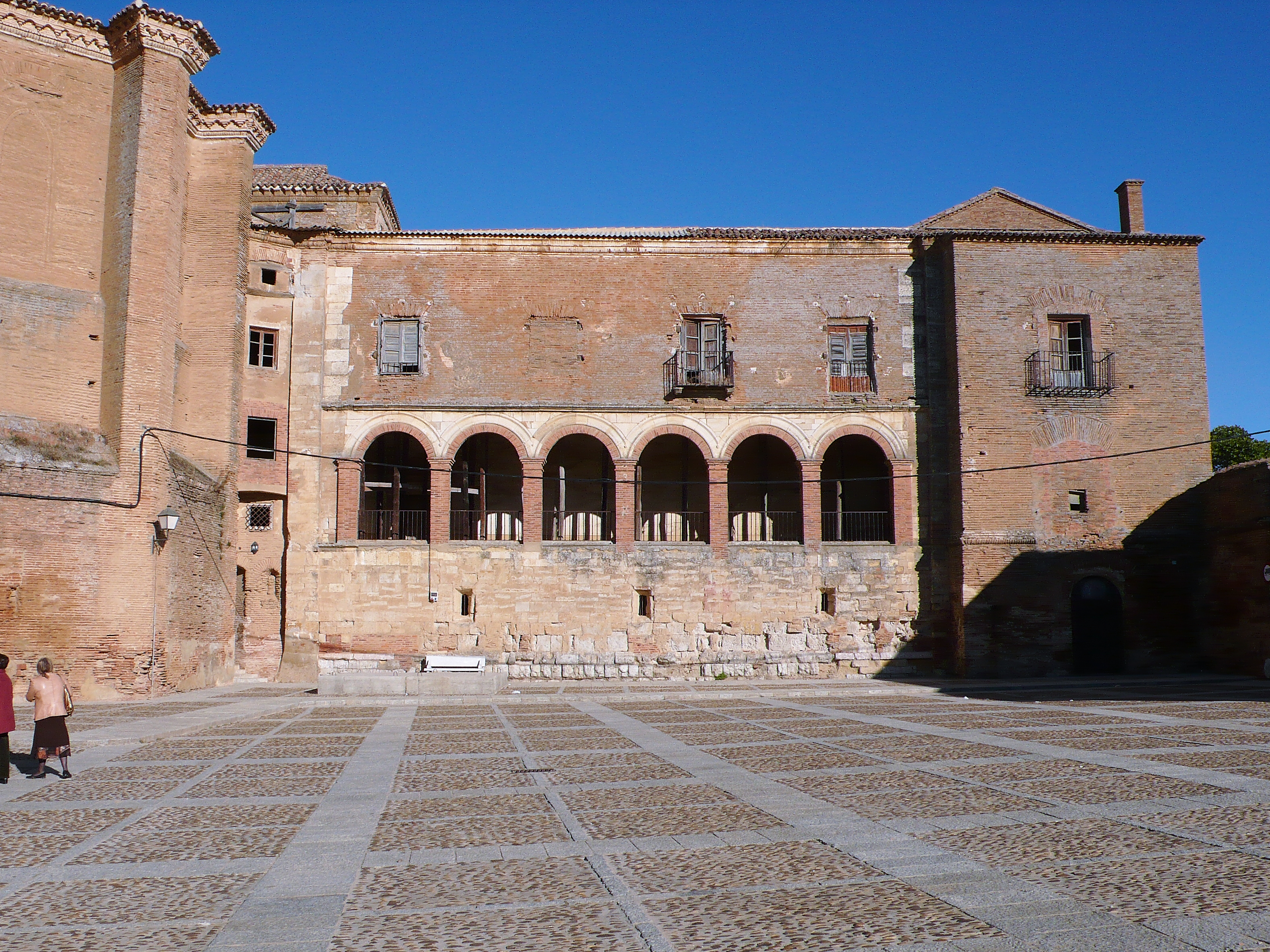
Palacio de los Condes de Grajal, en Grajal de Campos.
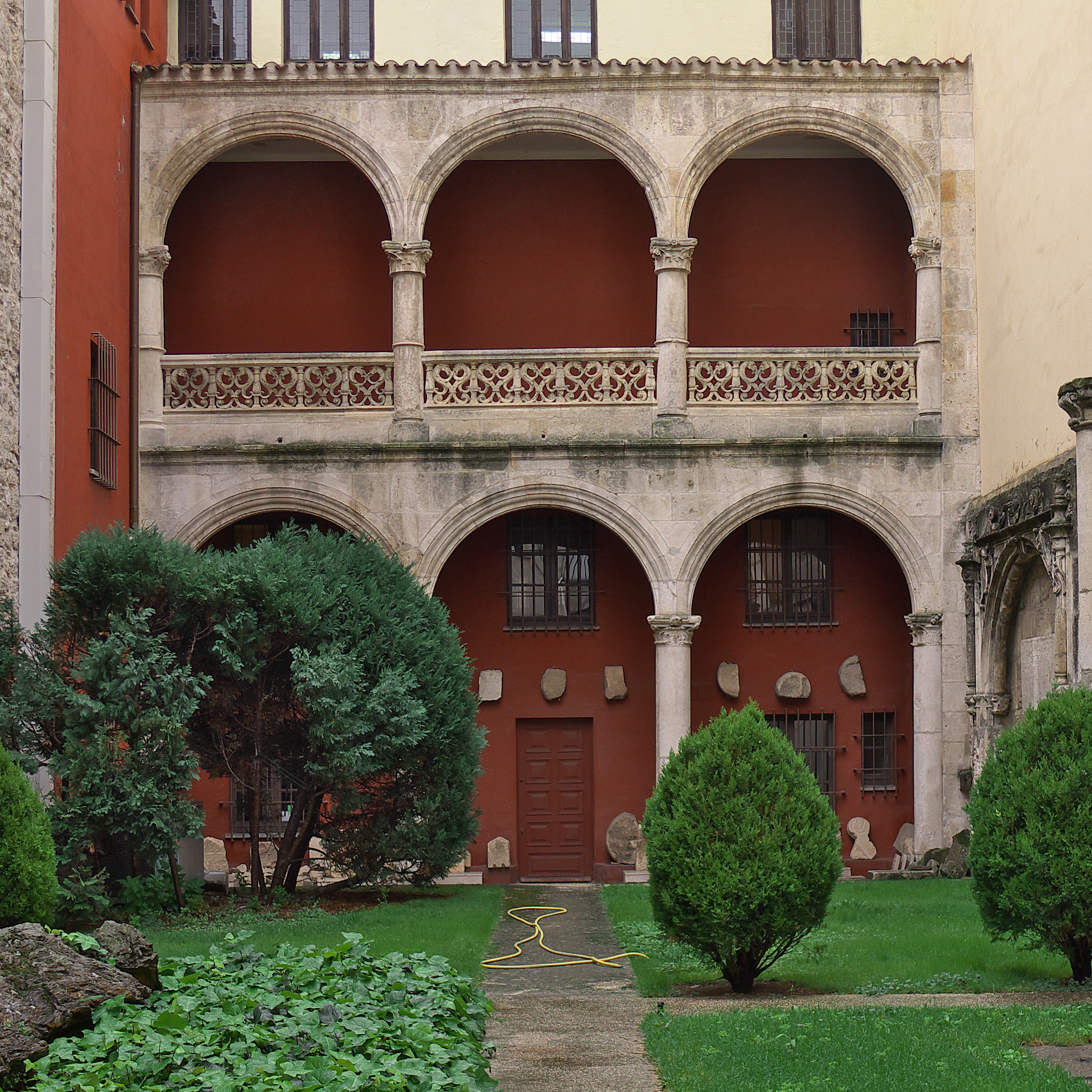
Logia doble en la Casa de Miranda, Burgos.